# Ion Timofte
Ion Timofte (Anina, 16 dicembre 1967) è un ex calciatore rumeno, di ruolo centrocampista.

## Palmarès

### Club

#### Competizioni nazionali
- Campionato portoghese: 2

Porto: 1991-1992, 1992-1993
- Supercoppa di Portogallo: 3

Porto: 1991, 1993
Boavista: 1997
- Coppa del Portogallo: 2

Porto: 1993-1994
Boavista: 1996-1997